# Eishockey-Weltmeisterschaft der Junioren 1990
Die Spiele der 14. Junioren-A-Weltmeisterschaft im Jahre 1990 fanden im Zeitraum vom 26. Dezember 1989 bis zum 4. Januar 1990 in Finnland, statt. Die B-Gruppe wurde in Bad Tölz und Geretsried, Deutschland, ausgespielt und die C-Gruppe in Eindhoven, Niederlande.

## A-Weltmeisterschaft
Die Weltmeisterschaft fand in Finnland statt. Junioren-Weltmeister wurde das Team Kanadas. Das Team aus Polen stieg ab und wurde durch Aufsteiger Schweiz ersetzt.

### Modus
Zugelassen waren Spieler unter 20 Jahren (U-20). Es nahmen acht Mannschaften teil, die in einer gemeinsamen Gruppe je einmal gegen jeden Gruppengegner antraten. Weltmeister wurde der Gruppensieger. Der Letzte stieg in die B-Weltmeisterschaft ab.

### Spiele und Abschlusstabelle
| Pl. |                  | Kanada | Sowjetunion | Tschechoslowakei | Finnland | Schweden | Norwegen | Vereinigte Staaten | Polen | Sp | S | U | N | Tore  | Punkte |
| --- | ---------------- | ------ | ----------- | ---------------- | -------- | -------- | -------- | ------------------ | ----- | -- | - | - | - | ----- | ------ |
| 1.  | Kanada           |        | 6:4         | 2:1              | 3:3      | 4:5      | 6:3      | 3:2                | 12:0  | 7  | 5 | 1 | 1 | 36:18 | 11: 3  |
| 2.  | UdSSR            | 4:6    |             | 8:5              | 3:2      | 5:5      | 12:2     | 7:3                | 11:0  | 7  | 5 | 1 | 1 | 50:23 | 11: 3  |
| 3.  | Tschechoslowakei | 1:2    | 5:8         |                  | 7:1      | 7:2      | 13:2     | 7:1                | 11:1  | 7  | 5 | 0 | 2 | 51:17 | 10: 4  |
| 4.  | Finnland         | 3:3    | 2:3         | 1:7              |          | 5:2      | 8:2      | 6:3                | 7:1   | 7  | 4 | 1 | 2 | 32:21 | 09: 5  |
| 5.  | Schweden         | 5:4    | 5:5         | 2:7              | 2:5      |          | 4:3      | 6:5                | 14:0  | 7  | 4 | 1 | 2 | 38:29 | 09: 5  |
| 6.  | Norwegen         | 3:6    | 2:12        | 2:13             | 2:8      | 5:5      |          | 6:5                | 7:3   | 7  | 2 | 0 | 5 | 25:51 | 04:10  |
| 7.  | USA              | 2:3    | 3:7         | 1:7              | 3:6      | 5:6      | 5:6      |                    | 3:2   | 7  | 1 | 0 | 6 | 22:37 | 02:12  |
| 8.  | Polen            | 0:12   | 0:11        | 1:11             | 1:7      | 0:14     | 3:7      | 2:3                |       | 7  | 0 | 0 | 7 | 07:65 | 00:14  |

### Beste Scorer
Abkürzungen: Sp = Spiele, T = Tore, V = Assists, Pkt = Punkte, SM = Strafminuten; Fett: Turnierbestwert
| Spieler             | Mannschaft       | Sp | T  | V  | Pkt | SM |
| ------------------- | ---------------- | -- | -- | -- | --- | -- |
| Robert Reichel      | Tschechoslowakei | 7  | 11 | 10 | 21  | 4  |
| Jaromír Jágr        | Tschechoslowakei | 7  | 5  | 13 | 18  | 6  |
| Dave Chyzowski      | Kanada           | 7  | 9  | 4  | 13  | 2  |
| Patric Englund      | Schweden         | 7  | 9  | 2  | 11  | 2  |
| Robert Holík        | Tschechoslowakei | 7  | 6  | 5  | 11  | 12 |
| Andrei Kowalenko    | UdSSR            | 7  | 5  | 6  | 11  | 8  |
| Wjatscheslaw Koslow | UdSSR            | 7  | 4  | 7  | 11  | 0  |
| Pawel Bure          | UdSSR            | 7  | 7  | 3  | 10  | 10 |
| Daniel Rydmark      | Schweden         | 7  | 3  | 7  | 10  | 10 |
| Roman Oksjuta       | UdSSR            | 7  | 7  | 2  | 9   | 4  |

### Titel, Auf- und Abstieg
| Weltmeister Kanada | Stu Barnes, Patrice Brisebois, Dave Chyzowski, Mike Craig, Kris Draper, Stéphane Fiset, Kevin Haller, Jason Herter, Trevor Kidd, Eric Lindros, Stewart Malgunas, Kent Manderville, Mike Needham, Dwayne Norris, Scott Pellerin, Adrien Plavsic, Dan Ratushny, Mike Ricci, Steven Rice, Wes Walz Trainer: Guy Charron |

| Silber UdSSR | Jegor Baschkatow, Pawel Bure, Wjatscheslaw Buzajew, Wiktor Gordijuk, Oleksandr Hodynjuk, Igor Iwanow, Dmitri Juschkewitsch, Jan Kaminski, Alexander Karpowzew, Wjatscheslaw Koslow, Andrei Kowalenko, Alexei Kudaschow, Sergei Martynjuk, Jewgeni Namestnikow, Roman Oksjuta, Sergei Poljakow. Andrei Potaitschuk, Alexei Schamnow, Sergei Subow, Sergei Tertyschny, Serhij Tkatschenko Trainerstab: Robert Tscherenkow, Walentin Gurejew |

| Bronze Tschechoslowakei | Petr Bareš, Miloš Holaň, Robert Holík, Robert Horyna, Jaromír Jágr, Ladislav Karabín, Petr Kuchyňa, Miroslav Mach, Jiří Malinský, Martin Procházka, Robert Reichel, Luboš Rob, Jiří Šlégr, Richard Šmehlík, Roman Turek, Marián Uharček, Ján Varholík, Jiří Vykoukal, Pavol Zůbek, Peter Zůbek Trainerstab: Josef Vimmer, Stanislav Berger |

| Absteiger:  | Polen   |
| Aufsteiger: | Schweiz |

### Auszeichnungen
Spielertrophäen
| Auszeichnung       | Spieler            | Team             |
| ------------------ | ------------------ | ---------------- |
| Bester Torhüter    | Stéphane Fiset     | Kanada           |
| Bester Verteidiger | Oleksandr Hodynjuk | UdSSR            |
| Bester Stürmer     | Robert Reichel     | Tschechoslowakei |

All-Star-Team
| Angriff:      | Dave Chyzowski – Robert Reichel – Jaromír Jágr |
| Verteidigung: | Jiří Šlégr – Oleksandr Hodynjuk                |
| Tor:          | Stéphane Fiset                                 |

## B-Weltmeisterschaft
in Bad Tölz und Geretsried, BR Deutschland

### Spiele und Abschlusstabelle
| Team               | SUI  | FRG  | JPN | DAN | FRA  | AUT  | ROM  | YUG  | Tore  | Punkte |
| ------------------ | ---- | ---- | --- | --- | ---- | ---- | ---- | ---- | ----- | ------ |
| 1. Schweiz         |      | 3:0  | 8:4 | 7:1 | 4:6  | 9:2  | 6:1  | 11:0 | 48:14 | 12:2   |
| 2. BR Deutschland  | 0:3  |      | 5:2 | 4:2 | 5:2  | 4:0  | 11:1 | 6:2  | 35:12 | 12:2   |
| 3. Japan           | 4:8  | 2:5  |     | 5:3 | 5:4  | 9:2  | 6:4  | 7:7  | 38:33 | 9:5    |
| 4. Dänemark        | 1:7  | 2:4  | 3:5 |     | 6:2  | 4:4  | 5:5  | 5:4  | 26:31 | 6:8    |
| 5. Frankreich      | 6:4  | 2:5  | 4:5 | 2:6 |      | 11:2 | 4:5  | 10:3 | 39:30 | 6:8    |
| 6. Österreich      | 2:9  | 0:4  | 2:9 | 4:4 | 2:11 |      | 3:2  | 7:4  | 20:43 | 5:9    |
| 7. Rumänien        | 1:6  | 1:11 | 4:6 | 5:5 | 5:4  | 2:3  |      | 9:4  | 27:39 | 5:9    |
| 8. SFR Jugoslawien | 0:11 | 2:6  | 7:7 | 4:5 | 3:10 | 4:7  | 4:9  |      | 24:55 | 1:13   |

### Auf- und Abstieg
| Aufsteiger in die A-Gruppe:  | Schweiz     |
| Absteiger aus der A-Gruppe:  | Polen       |
| Absteiger in die C-Gruppe:   | Jugoslawien |
| Aufsteiger aus der C-Gruppe: | Niederlande |

### Topscorer
| Spieler          | Land       | Tore | Assists | Punkte |
| ---------------- | ---------- | ---- | ------- | ------ |
| André Rötheli    | Schweiz    | 12   | 6       | 18     |
| Nelu Spiridon    | Rumänien   | 9    | 4       | 13     |
| Ronny Larsen     | Dänemark   | 6    | 6       | 12     |
| François Ferrari | Frankreich | 5    | 7       | 12     |
| Claudio Micheli  | Schweiz    | 4    | 8       | 12     |

## C-Weltmeisterschaft
in Eindhoven, Niederlande

### Spiele und Abschlusstabelle
| Team              | NED  | PRK  | ITA  | BUL | DRK  | GBR | HUN  | Tore  | Punkte |
| ----------------- | ---- | ---- | ---- | --- | ---- | --- | ---- | ----- | ------ |
| 1. Niederlande    |      | 3:4  | 4:3  | 6:2 | 11:4 | 7:2 | 9:2  | 40:17 | 10:2   |
| 2. Nordkorea      | 4:3  |      | 3:1  | 4:4 | 10:1 | 2:3 | 4:2  | 27:14 | 9:3    |
| 3. Italien        | 3:4  | 1:3  |      | 6:1 | 6:0  | 7:1 | 11:2 | 34:11 | 8:4    |
| 4. Bulgarien      | 2:6  | 4:4  | 1:6  |     | 7:6  | 3:2 | 9:6  | 26:30 | 7:5    |
| 5. Südkorea       | 4:11 | 1:10 | 0:6  | 6:7 |      | 6:4 | 7:2  | 24:40 | 4:8    |
| 6. Großbritannien | 2:7  | 3:2  | 1:7  | 2:3 | 4:6  |     | 6:5  | 18:30 | 4:8    |
| 7. Ungarn         | 2:9  | 2:4  | 2:11 | 6:9 | 2:7  | 5:6 |      | 19:46 | 0:12   |

### Auf- und Absteiger
| Aufsteiger in die B-Gruppe: | Niederlande |
| Absteiger aus der B-Gruppe: | Jugoslawien |

### Auszeichnungen

#### Spielertrophäen
| Auszeichnung       | Spieler      | Team        |
| ------------------ | ------------ | ----------- |
| Bester Torhüter    | Harald Egger | Italien     |
| Bester Verteidiger | Tamás Gábor  | Ungarn      |
| Bester Stürmer     | Tommie Speel | Niederlande |